# Primo amore (film 1934)
Primo amore (Change of Heart ) è un film del 1934, diretto da John G. Blystone.

## Produzione
Il film fu prodotto dalla Fox Film Corporation (con il nome Fox Film).

## Distribuzione
Distribuito dalla Fox Film Corporation, uscì nelle sale cinematografiche USA il 18 maggio 1934 dopo essere stato presentato in prima a New York il 10 maggio 1934.